# Sideritis hyssopifolia
Espèce
Classification phylogénétique
Statut de conservation UICN

 LC  : Préoccupation mineure
Sideritis hyssopifolia, dite aussi Crapaudine des Alpes, thé des Alpes, thé des montagnes ou Crapaudine à feuilles d'Hysope, est une espèce de plantes à fleurs de la famille des Lamiacées. C'est un sous-arbrisseau vivace originaire d'Europe (Espagne, France, Italie, Sicile, Suisse).
Son appellation de thé des Alpes peut produire une confusion avec la Dryade à huit pétales (ou Dryade octopétale).

## Description
Sous-arbrisseau vivace de la famille des lamiacées (ou labiées), à peine velu. Les feuilles sont longues ou ovales ou en spatule, dentelées ou non. Le pétiole est très court. Fleurs jaune pâle disposées en épis oblongs de 1 cm environ. La tige, comme pour toutes les labiées, est à section quadrangulaire.

## Habitat
Pousse dans les rocailles calcaires mais aussi dans les prairies attenantes à ces zones rocheuses dans les Alpes, le Jura et les Pyrénées jusqu'à 1 800 m d'altitude. Dans le massif de la Chartreuse (Dauphiné, Isère et Savoie) on la trouve à partir de 1 500 m et jusqu'à 1 800 m.
La floraison à 1 800 m en juillet-août. Elle pousse également en Haute-Savoie dans le massif du Bargy dans la zone du col de la Colombière.

## Statuts de protection, menaces
L'espèce est évaluée comme non préoccupante aux échelons mondial, européen et français. En France, elle est considérée Vulnérable (VU) en Poitou-Charentes.
L'espèce est protégée et ne peut être cueillie que pour la consommation personnelle dans la limite de ce qu'une main peut contenir. Pour des utilisations à des fins commerciales une autorisation préfectorale est nécessaire.

## Usage
Comme beaucoup de plantes de montagnes de sa famille, Sideritis hyssopifolia est utilisée pour les liqueurs et les tisanes. Les recettes ressemblent à celles du génépi et du Millepertuis nummulaire (Hypericum nummularium). On cueille la sommité fleurie exclusivement. On en met une quarantaine dans un litre d'eau-de-vie, on laisse macérer quatre à cinq semaines, puis on filtre et on sucre à son goût.
On dit que cette plante fait partie des nombreuses espèces entrant dans la composition de la liqueur des moines Chartreux appelée "Liqueur de la Grande Chartreuse".
Elle est visible dans le château de Peyrepertuse en été et au jardin des plantes de Paris.